# Pseudocoarica caledonica
Pseudocoarica caledonica là một loài bướm đêm trong họ Noctuidae.